# بیولنکور
بیولنکور (به فرانسوی: Beaulencourt) یک کمون (فرانسه) در فرانسه است که در پا-دو-کاله واقع شده‌است. بیولنکور ۴٫۹ کیلومتر مربع مساحت دارد ۱۲۰ متر بالاتر از سطح دریا واقع شده‌است.